# Aleksandar Vučić
Aleksandar Vučić (serbisk kyrilliska: Александар Вучић), född 5 mars 1970 i Belgrad, Serbien, är en serbisk politiker. Han var partiledare för Serbiens progressiva parti (SNS) mellan den 24 maj 2012 och den 27 maj 2023. Han är Serbiens president sedan 31 maj 2017. Mellan 27 april 2014 och 30 maj 2017 var han landets premiärminister.
Från 24 mars 1998 till 24 oktober 2001 var han informationsminister, och från 27 juli 2012 till 27 april 2014 förste vice premiärminister. Från 27 juli 2012 till 2 september 2013 var han också försvarsminister.

## Biografi

### Bakgrund och uppväxt
Vučićs fars familj kommer från Bugojno i Bosnien, men tvingades på flykt av Ustaša under andra världskriget och bosatte sig då i Belgrad; flera av Vučićs familjemedlemmar, bl.a. hans farfar, mördades av Ustaša under kriget. Hans mor är från Bečej.
Vučić växte upp i Novi Beograd, och studerade vid ett gymnasium i stadsdelen Zemun. Han läste sedan juridik vid Belgrads universitet. Därefter levde han ett par år i Storbritannien, och återvände till Jugoslavien under 1990-talets början för att arbeta som journalist.

### Politisk karriär
År 1993 blev Vučić medlem av Serbiska radikala partiet, ett högernationalistiskt och högerpopulistiskt parti vars politiska värdegrund ligger i serbisk nationalism och skapandet av ett Storserbien. I parlamentsvalet samma år valdes han till ledamot för Serbiska radikala partiet i landets parlament. Två år senare, blott 24 år gammal, valdes han till partiets generalsekreterare.
I mars år 1998 utsågs han till informationsminister i Mirko Marjanovićs regering. För att stävja den allt starkare kritiken mot den dåvarande Milošević-regimen lät Vučić som informationsminister instifta lagar för att bötfälla journalister som kritiserade den sittande regeringen och förbjöd utländska TV-bolag från verksamhet. Under denna period anklagades serbiska media för att förmedla nationalistisk propaganda som bland annat demoniserade etniska minoriteter och legaliserade illdåd mot dessa.
På grund av oenighet inom Serbiska radikala partiet kring landets närmande till Europeiska unionen lämnade partiets biträdande ledare Tomislav Nikolić tillsammans med 57 andra medlemmar (inklusive Vučić) år 2008 partiet. Nikolić grundande samma år ett nytt parti, Serbiens progressiva parti, och bad Vučić att ansluta sig till det nya partiet. I oktober år 2008 bekräftade Vučić att han skulle tillträda tjänsten som ställföreträdande partiledare för Serbiens progressiva parti. Vučić verkar därefter ha bytt politiskt kurs vilket bland manifesterades i olika uttalanden i media där han tog avstånd från de politiska ståndpunkter han tidigare representerat.
Vučićs politiska hållning är sedan år 2008 EU-vänlig. Målet är att Serbien ska nå unionsmedlemskap år 2022 och för att nå detta mål har flera reformer skett. Exempel på detta är reformer i rättsväsendet, regionalisering, privatisering av den ekonomiska sektorn men även initiativtaganden i Kosovokonflikten. Ett hinder i dessa förhandlingar är att den serbiska opinionen vill behålla de historiska banden med Ryssland och därmed har Vučić försökt spela ett "dubbelspel" som riskerar att göra Serbien väldigt passivt.
Vučićs politiska bakgrund och tidigare uttalanden innebär att han ses med misstro i grannländerna Bosnien och Hercegovina och Kroatien, den sistnämnda staten medlem av Europeiska unionen, vilket ytterligare försvårar ett snabbt närmande till unionen. EU-medlemsstaten Kroatien har direkt och indirekt ställt krav på att de bilaterala problem som kvarstår som en konsekvens av det kroatiska självständighetskriget bör lösas innan ett serbiskt medlemskap kan bli aktuellt. Vučićs medverkan i Milošević-regimens förehavanden i början av 1990-talet ses i Kroatien som en försvårande omständighet.
I det senaste parlamentsvalet som hölls den 24 april 2016 sökte Vučić mandat för ett närmande mot EU. År 2017 efterträddes han på posten som premiärminister av Ana Brnabić.

## Citat
| ”                             | För varje dödad serb kommer vi att döda 100 muslimer. | „ |
| – Aleksandar Vučić (år 1995), |                                                       |   |

Vučić uttalar sig år 1995 i Serbiens parlament bara några dagar efter Srebrenicamassakern i grannlandet Bosnien och Hercegovina där omkring 8 000 bosniaker (bosniska muslimer) dödades av bosnienserbiska styrkor under ledning av general Ratko Mladić. Massakern har i efterhand beskrivits och klassificerats som folkmord.